# Rue Dominique-de-Gourgues
La rue Dominique-de-Gourgues est une voie de circulation de la commune de Mont-de-Marsan, dans le département français des Landes.

## Présentation
Cette artère se situe en zone piétonne dans le centre historique de Mont-de-Marsan. Elle relie la place Charles-de-Gaulle à la rue Armand-Dulamon.

## Nom
Elle est ainsi dénommée en hommage au corsaire et flibustier Dominique de Gourgues natif de la ville.
Elle est porte successivement le nom de rue du Château-Vieux (1777), rue de la Mairie (1806), figure sous le nom rue de la Municipalité sur le cadastre napoléonien de 1811 et sous celui de rue Dominique de Gourgues sur le plan du cadastre de 1845.
Sur un acte notarié daté de 1598, elle est mentionnée sous le nom rue du Bourg-Vieil. Elle se prolonge alors jusqu'au Pont-de-Pierre (ancien nom de l'actuel pont Gisèle-Halimi).

### Histoire
La fondation de Mont-de-Marsan entre 1133 et 1141 par Pierre de Marsan est caractérisée par l'implantation d'un château vicomtal à la confluence de la Douze et du Midou, au centre d'un petit bourg formant un quadrilatère d'environ 2 hectares délimité par les actuelles rue Dominique-de-Gourgues à l'Ouest, rue Lacataye au Sud, rue Pujolin à l'Est et rue Armand-Dulamon prolongée par la rue Victor-Hugo au Nord. Ce noyau primitif prend par la suite le nom de Bourg-Vieux pour le distinguer des faubourgs qui s'agglomèrent tour à tour à la cité.
La juxtaposition de maisons fortes donnant sur les actuelles place Charles-de-Gaulle et rue Dominique de Gourgues forme progressivement certaines sections des remparts de Mont-de-Marsan, dont les premières sources écrites datent du dernier quart du XIIIe siècle.

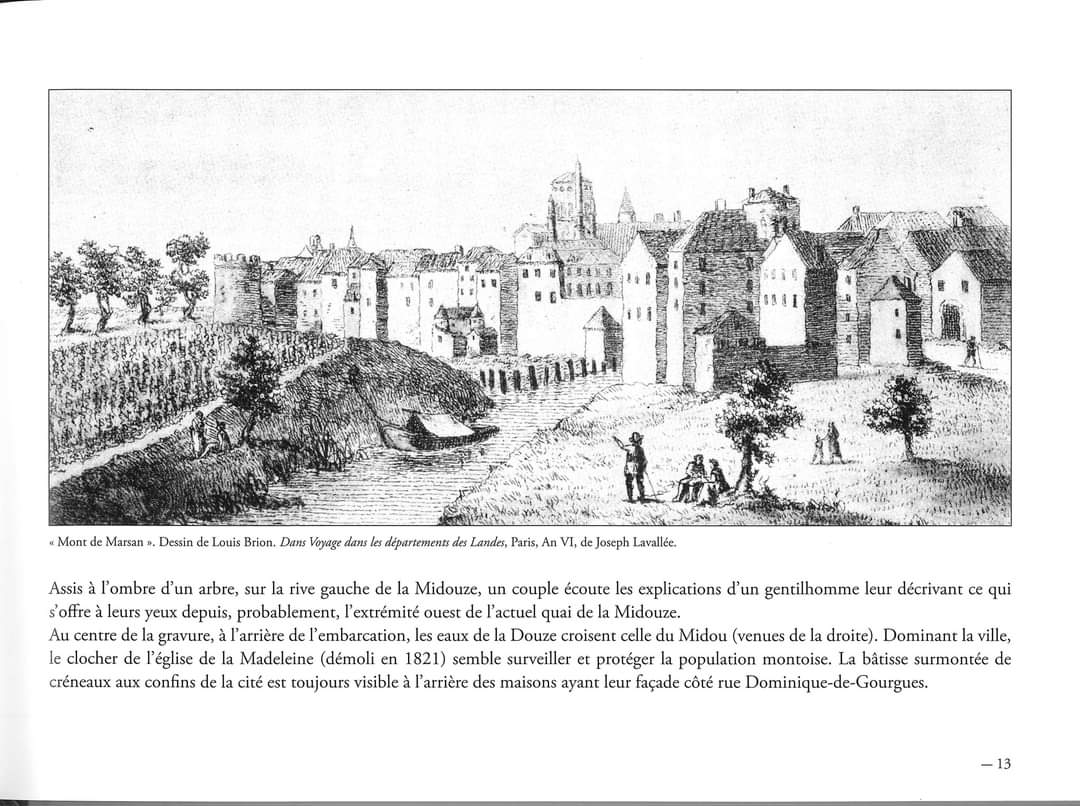
Facaçde côté Douze des maisons logeant la rue Dominique-de-Gourgues en l'an VI (fin du XVIIIe siècle).

La famille de Gourgues habitait au carrefour nord-est des actuelles rues Armand-Dulamon et Dominique de Gourgues. Elle possédait également la métairie de Bacarillon dans le quartier de Barbe-d'Or , .
Jusqu'au XIXe siècle, cette rue étroite reçoit tout le trafic entre Bordeaux et Bayonne. À partir de 1811, la circulation des biens et des personnes entre les deux villes se fait par la route impériale no 11. En 1824, lors de la renumérotation des routes, ce tracé reçoit le nom de route nationale 10. À Mont-de-Marsan, la route arrivant de Roquefort passe par l'actuelle rue Victor-Hugo, la place de l'abbé-Bordes, la rue Robert-Wlérick, la place Charles-de-Gaulle, avant de traverser l'actuel pont Gisèle-Halimi, d'emprunter la section de l'actuelle rue Léon-Gambetta située au nord du carrefour des Quatre-Cantons, de passer par la rue Frédéric-Bastiat, le nord de l'actuelle place Joseph-Pancaut, l'actuelle rue Maréchal-Bosquet et de quitter la ville par le quartier de Rigole sur la rive gauche de la Midouze en direction de Tartas, Dax et Bayonne

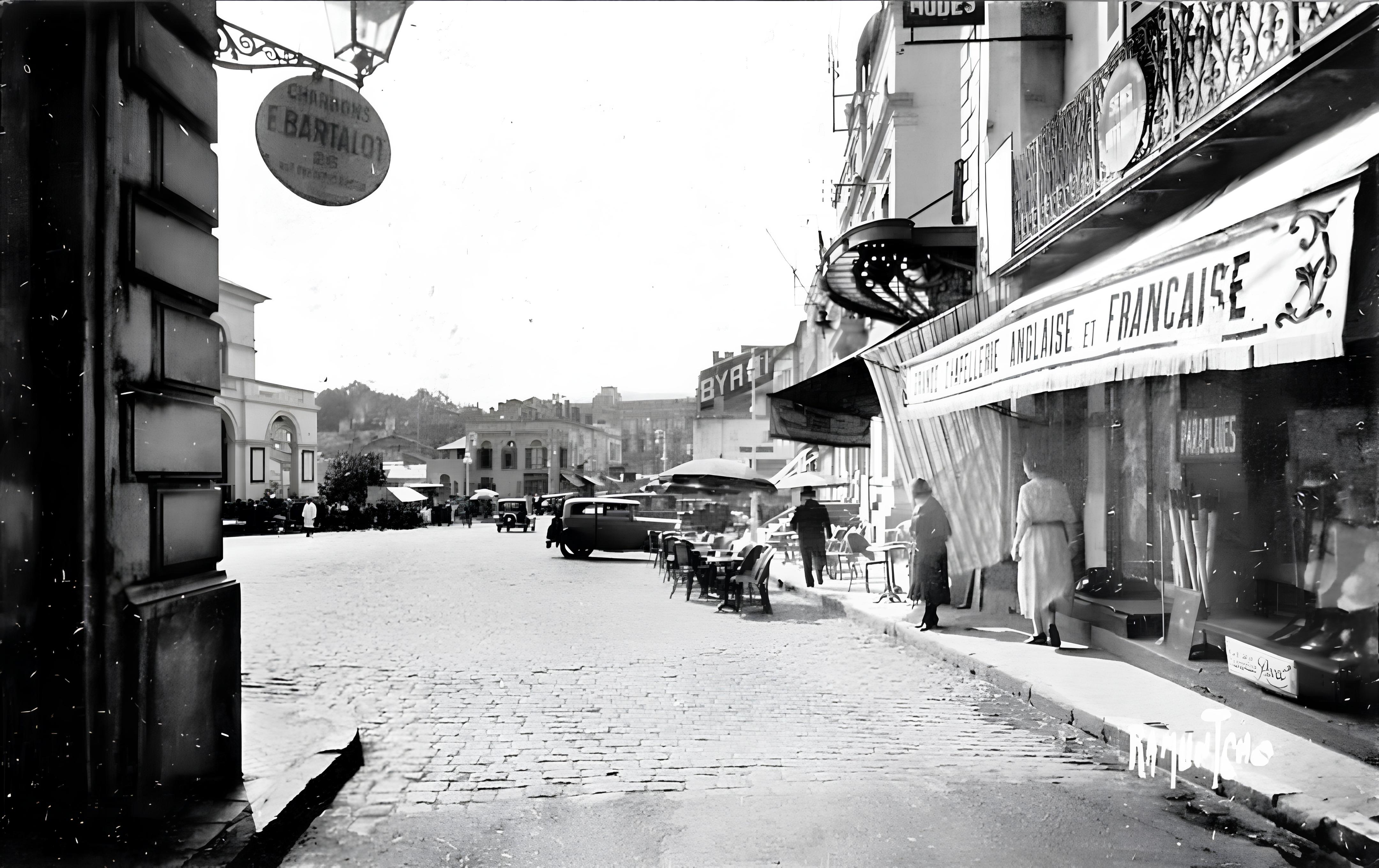
Extrémité sud de la rue Dominique-de-Gourgues dans l'entre-deux-guerres donnant sur la place Georges-Clemenceau (l'actuelle place Charles-de-Gaulle)

En 1980, la rue Dominique-de-Gourgues est la première artère commerçante du centre-ville aménagée en voie piétonne. Lors des travaux, le socle bétonné d'un poste de lutte antiaérienne datant de l'occupation allemande gardant l'ancien hôtel de ville de Mont-de-Marsan est redécouvert, à l'extrémité sud.

## Bâtiments remarquables et lieux de mémoire
Différents éléments architecturaux sont à mentionner; tant à l'intérieur des constructions que ceux visibles sur les façades, côté rue ou côté Douze, en particulier :
- n° 21 : la maison de Cloche accueille depuis 1816 une pharmacie créée originellement par Étienne Dive. Son balcon d'angle est orné d'une ferronnerie caractéristique du XVIIIe siècle ;

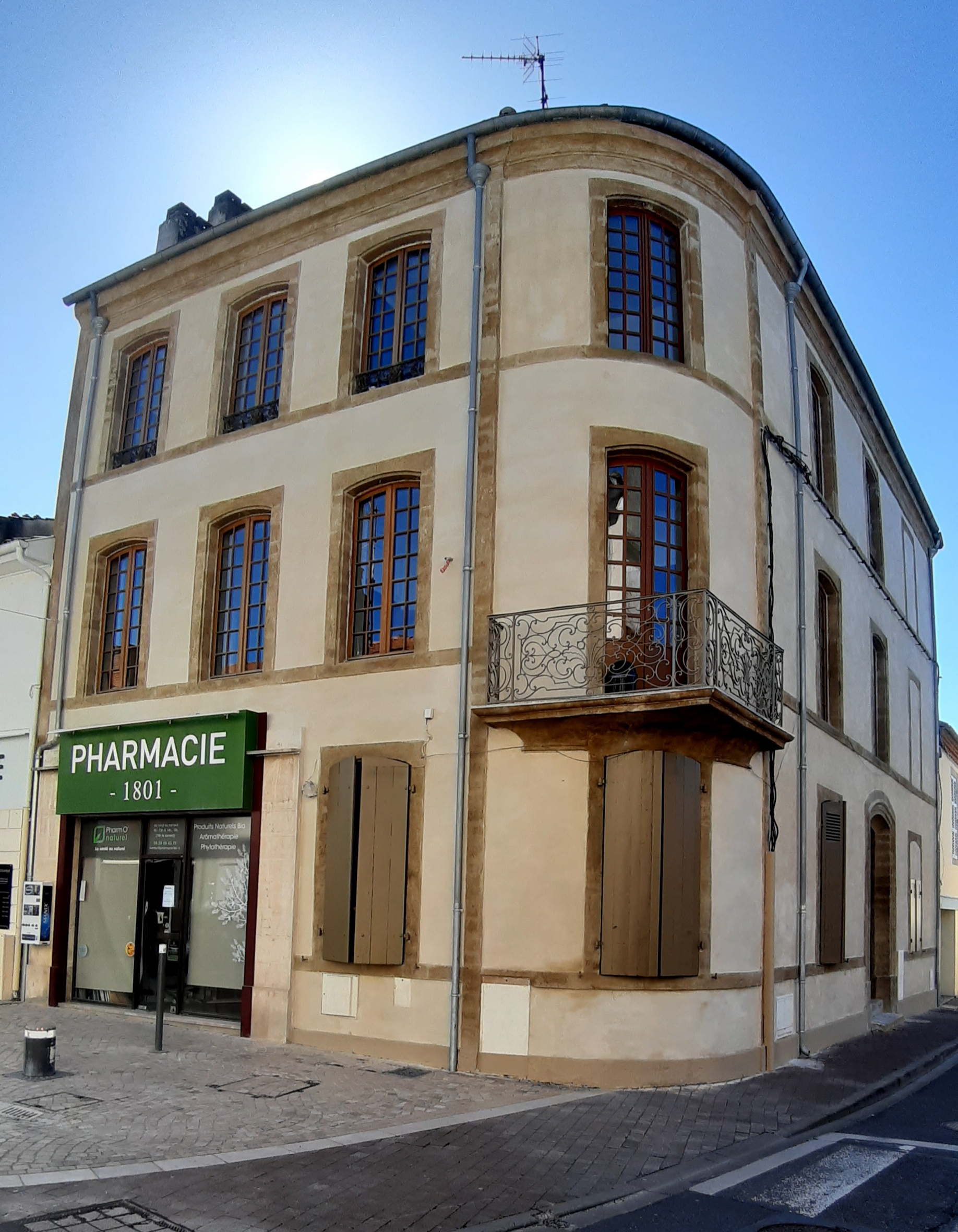
Maison de Cloche

- n° 13 : maison romane fortifiée : l'origine de cette majestueuse maison crénelée demeure inconnue[6].
  - côté rue : sa façade étagée sur quatre niveaux présente des sculptures, dont un monogramme entouré de deux griffons entre les 2e et 3e niveaux, et des balcons en ferronnerie occupent la totalité de l'immeuble sur la longueur des 1er et 2e étages.

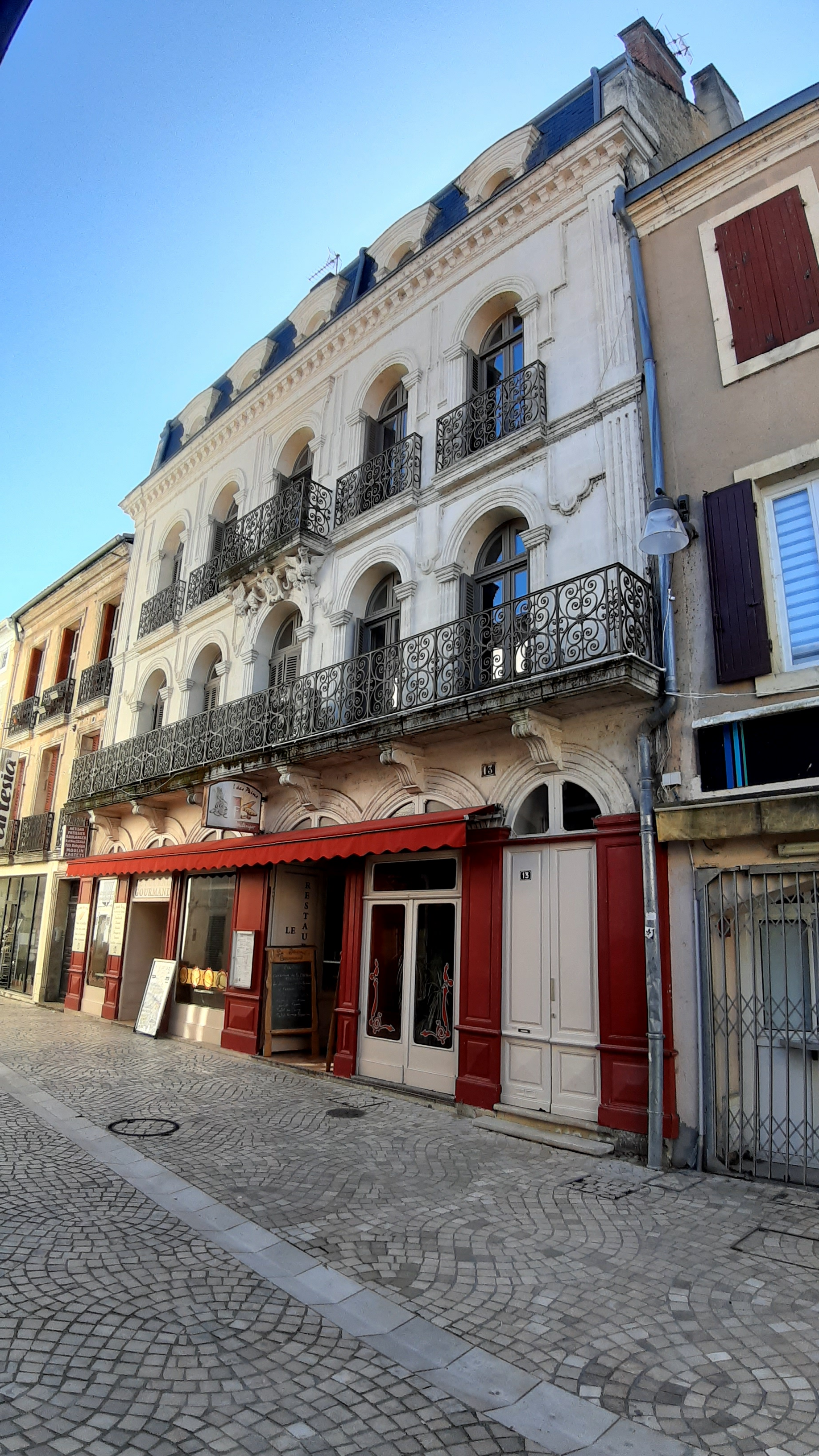
Façade de l'immeuble au n°13
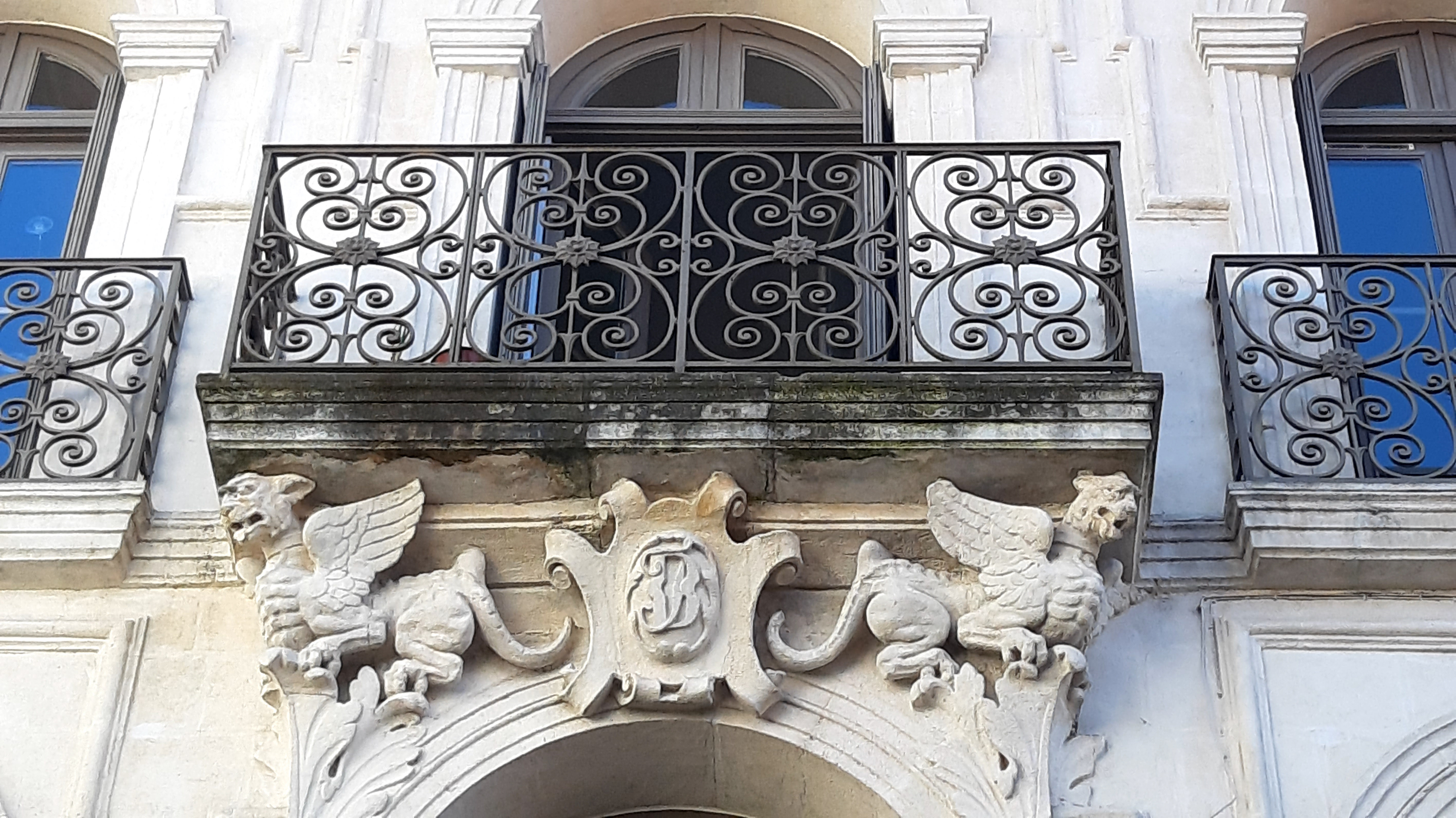
Détail du balcon au-dessus du monogramme entouré de deux griffons

- - côté Douze : sa façade, construite en pierre coquillière, est surmontée d'un couronnement crénelé. Elle présente un reste d'une échauguette et deux grandes baies géminées gothiques à remplages, de style mi-roman, mi-gothique[6]. Ces ouvertures, typiques des XIIIe et XIVe siècles, n'auraient été en fait percées que dans la seconde moitié du XIXe siècle, ce qui entraîne le déclassement de cette façade de l'inventaire supplémentaire des monuments historiques en 1926[1]. Cette construction évoque une demeure incluse dans le système défensif de la ville, s'appuyant et complétant les remparts de Mont-de-Marsan[6].

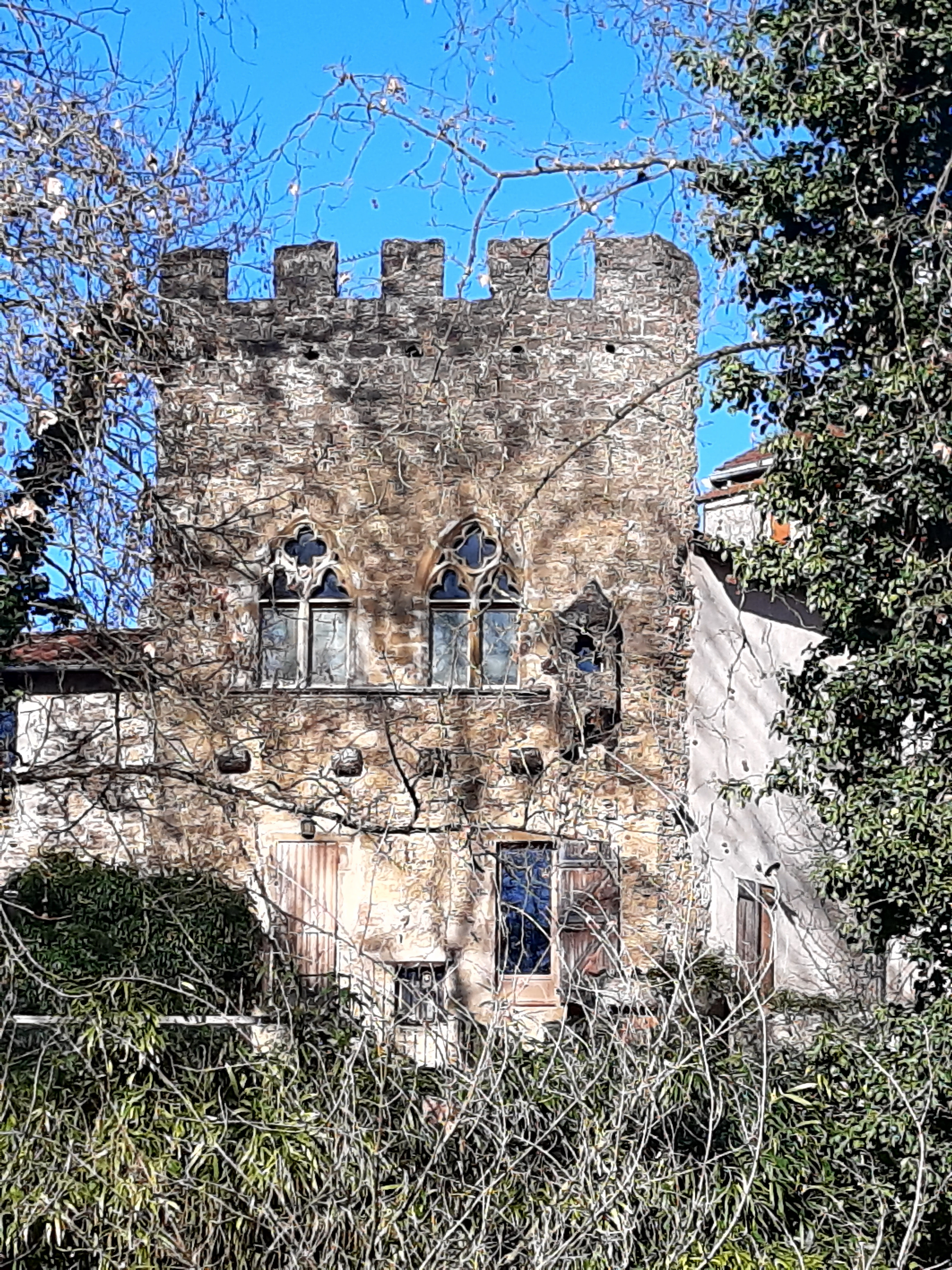
Maison crénelée, présentant deux baies géminées à remplages, au 13 rue Dominique-de-Gourgues. Façade donnant sur la Douze.
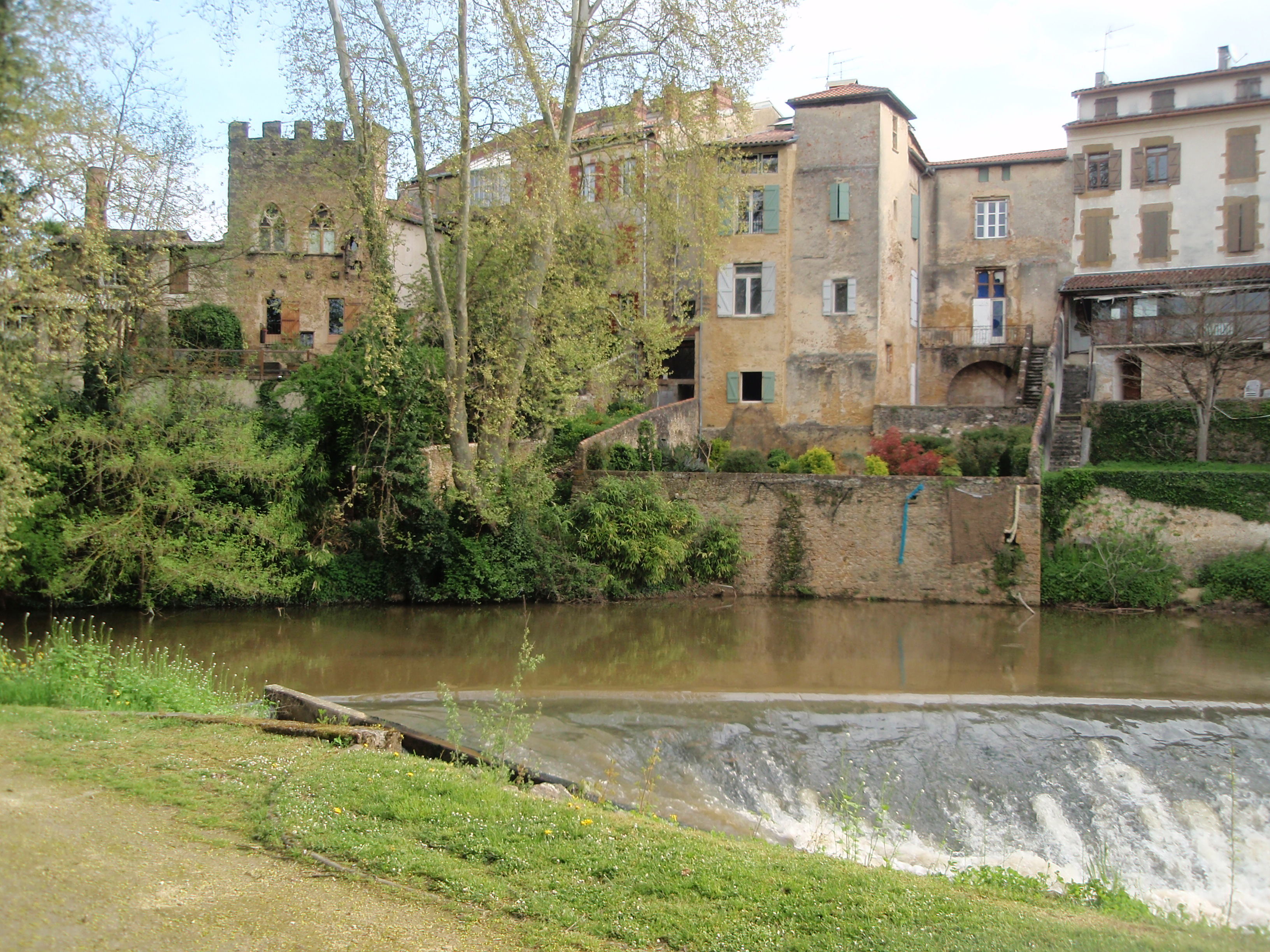
Façade donnant sur la Douze des maisons de la rue Dominique-de-Gourgues.
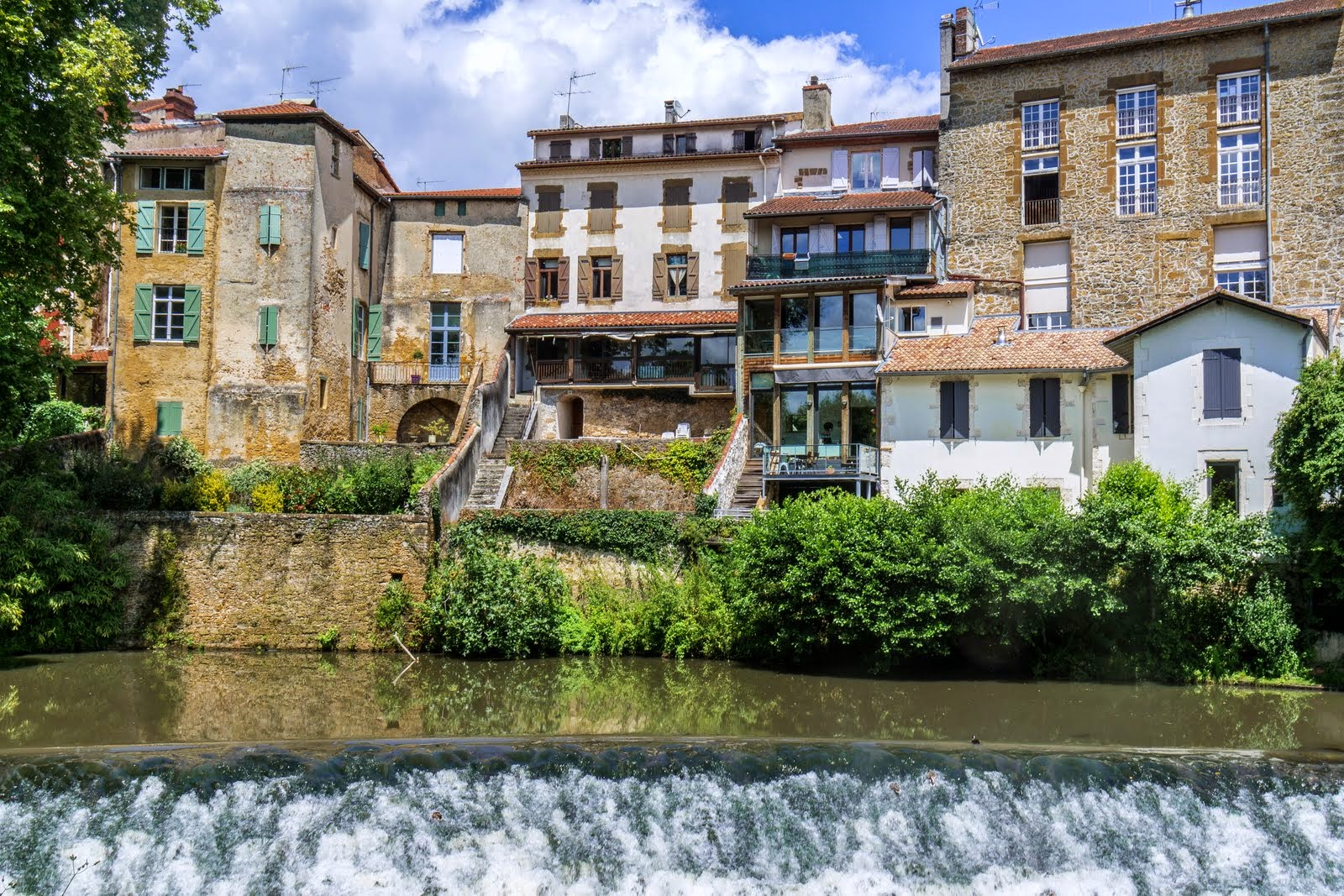